# Idolomorpha sagitta
Idolomorpha sagitta är en bönsyrseart som beskrevs av Sjöstedt 1900. Idolomorpha sagitta ingår i släktet Idolomorpha och familjen Empusidae. Inga underarter finns listade i Catalogue of Life.